# Претич

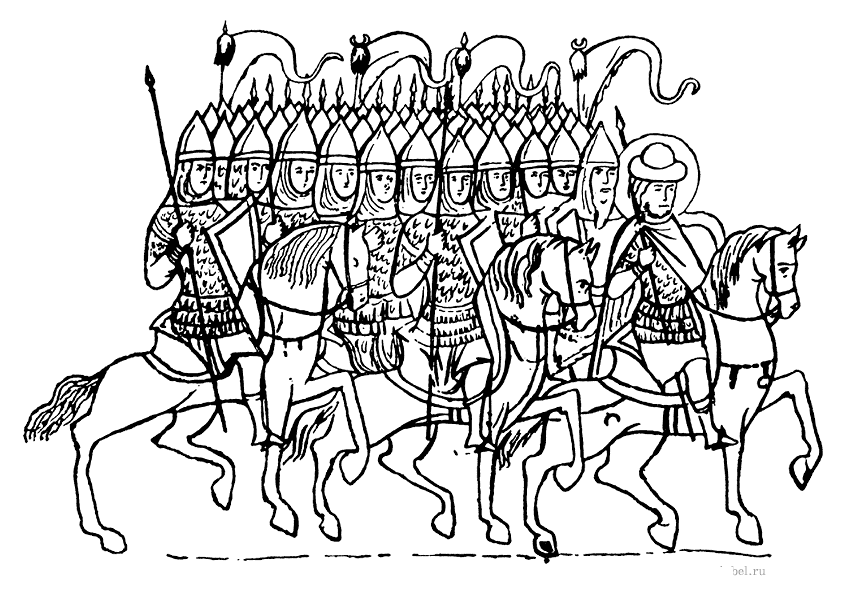
Руська дружина

Пре́тич — руський воєвода, очільник дружини, яка прийшла на допомогу княгині Ользі з лівобережжя Дніпра під час облоги Києва печенігами у 969 році. Уклав мир із печенізьким ханом.
Під час відсутності київського князя  Святослава Ігоровича з основними руськими силами (відповідно до датування «Повісті временних літ», Святослав в 964–966 роках здійснив свій східний похід, а в 967-му у зробив перший похід до Болгарії і знаходився в місті Переяславці на Дунаї; відповідно до датування східних авторів, в 968 році Святослав почав свій східний похід) печеніги напали на Київ, княгиня Ольга разом з онуками Святославичами закрилася в місті. Почалася облога.
Тим часом  люди тієї сторони Дніпра  зібралися під керівництвом Претича. Ольга знайшла спосіб передати їм звістку, що якщо вони не втрутяться в конфлікт, вона здасть Київ на наступний день. Тоді Претич вирішив переправитися через Дніпро і вивезти з Києва Ольгу з онуками,  інакше погубить нас Святослав . Переправа з східного берега Дніпра військо печеніги сприйняли як військо повернувся Святослава і відступили від міста. Під час переговорів Претич дезінформував їх, сказавши, що він дійсно командує передовим загоном повертається княжого війська. Було укладено мир, але печеніги не пішли в степ, а продовжували погрожувати Києву. Тоді Ольга послала Святославу звістку про збереження небезпеки, той повернувся і  прогнав печенігів у поле .
Облога Києва в  Повісті временних літ:
|  | ... Прийшли вперше печеніги на Руську землю, а Святослав був тоді в Переяславці, і закрилася Ольга зі своїми онуками - Ярополком, Олегом та Володимиром у місті Києві. І обложили печеніги місто силою великою було їх безліч навколо міста, і не можна було ні вийти з міста, ні вести послати, і знемагали люди від голоду і спраги. І зібралися люди тієї сторони Дніпра в човнах, і стояли на тому березі, і не можна було нікому з них пробратися до Києва, ні з міста до них. <...> І сказав їм: "Якщо не підійдете завтра до міста, то люди здадуться печенігам". Воєвода ж їх, по імені Претич, сказав: "Підемо завтра в човнах і, захопивши княгиню і княжичів, умчім на цей берег. Якщо ж не зробимо цього, то погубить нас Святослав". І на наступний ранок, близько до світанку, сіли в човни і голосно засурмили, а люди в місті закричали. Печеніги ж вирішили, що прийшов князь, і побігли від міста врозтіч. І вийшла Ольга з онуками і з людьми до човнів. Печенізький же князь, побачивши це, повернувся один до воєводи Претичу і запитав: "Хто це прийшов?", А той відповів йому: "Люди тієї сторони (Дніпра)", Печенізький князь запитав: "А ти не князь чи що?". Претич же відповів: "Я чоловік, прийшов з передовим загоном, а за мною йде військо з самим князем: незліченна їх безліч". Так сказав він, щоб їх налякати. Князь печенізький сказав Претичу: "Будь мені другом". Той відповів: "Так і зроблю". І подали вони один одному руки, і дав печенізький князь Претичу коня, шаблю і стріли. Той же дав йому кольчугу, щит і меч. І відступили печеніги від міста ... |

Поряд з Боричем його відносять до слов'янської знаті, яка притягувалася до управління державою поряд з варягами.